# Christian Moullec

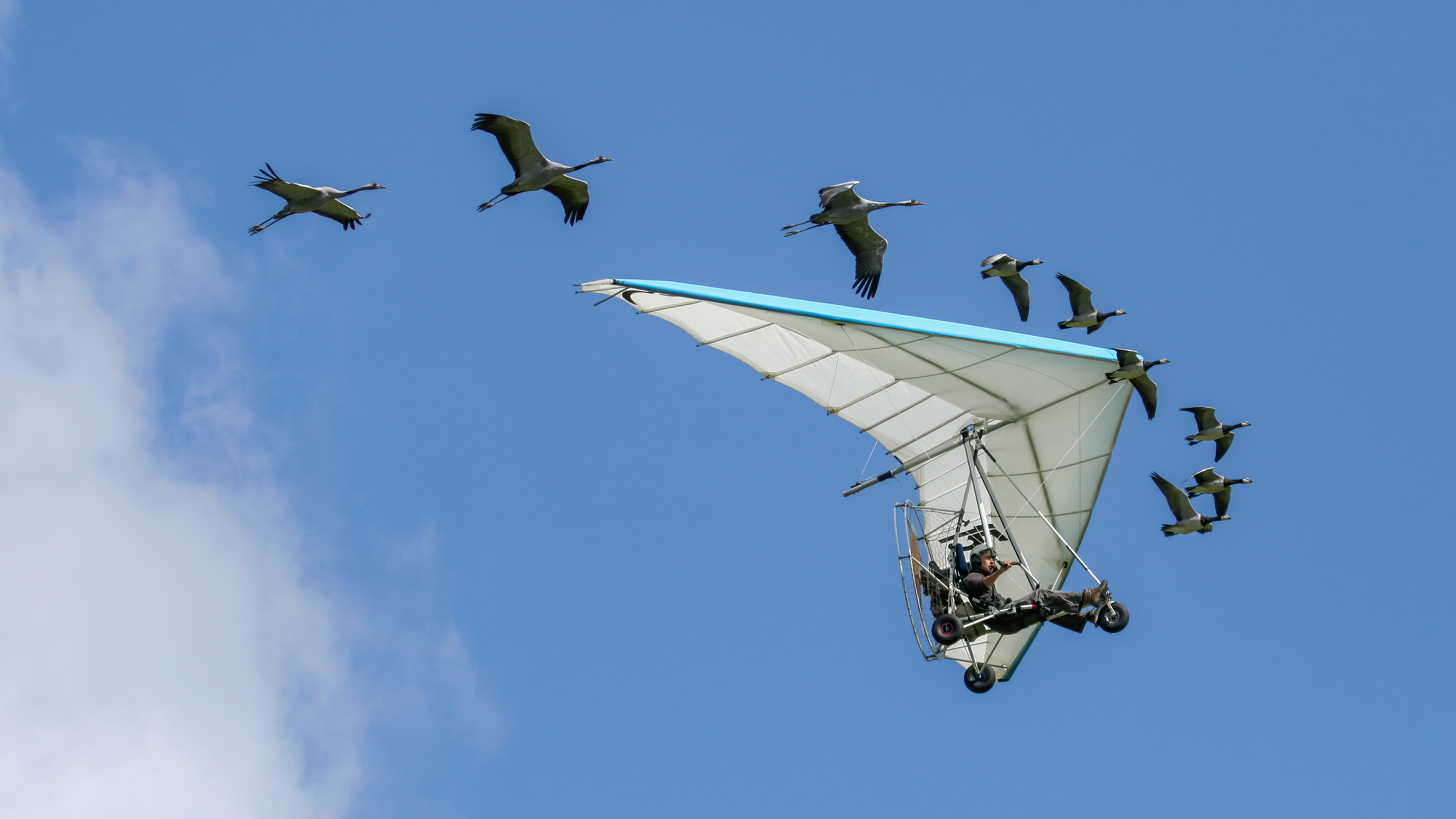
Gänse und Kraniche fliegen am 2. September 2007 mit Christian Moullec, der sie aufgezogen hat, im Trike bei der Flugshow auf dem Flugplatz Bex

Christian Moullec (* 14. Januar 1960 in Lorient, Frankreich) ist ein französischer Meteorologe, Fotograf und Tierschutzaktivist.

## Leben
In spektakulären Aktionen, zusammen mit seiner Ehefrau Paola, machte er ein weites Publikum auf das Verhalten von Vögeln und besonders ihr Zugverhalten aufmerksam. Dabei unternahm er mit Gänsen und Kranichen, die er zuvor auf sich geprägt hatte, Flüge mit Ultraleichtflugzeugen und dokumentierte sie fotografisch. Er ist wesentlich an Aktivitäten zum Schutz der stark bedrohten Zwerggans beteiligt.
Außer Moullec nutzten auch der italienische Vogelkundler Angelo d’Arrigo sowie die Macher des Films Nomaden der Lüfte – Das Geheimnis der Zugvögel (2001) die Technik, geprägte Vögel mit einem Ultraleichtflugzeug zu führen, zu begleiten und zu filmen.
Moullec war an der Drehbuchentwicklung zu Der Junge und die Wildgänse (2019) beteiligt.